# Саміопула
Саміопула (грец. Σαμιοπούλα)— грецький острівець розташований 850 метрів на південь від острову Самос, знаходиться в підпорядкуванні муніципалітету Піфагорея і є частиною ному Самос. Перепис 2001 року показав, що населення острівця складається з 5 мешканців. Назва Саміопула похідна від Самос (грец. Σάμος) і означає «маленький Самос».

## Географія
Острівець має приблизно 2,15 км в довжину і 0,7 км в ширину. На Саміопулі є кілька будівель, головна це маленька церква Agia Pelagia (грец. Αγία Πελαγία) і Вознесіння Господнєго (грец. Αναλήψεως του Σωτήρος), маленька закусочна, кілька маленьких будинків. Електрика та телефон забезпечуються завдяки підводним дротам прокладеним від сусіднього Самосу. Частково електрична енергія отримується завдяки сонячним батареям. На острові є кілька цистерн в яких зберігають дощову воду протягом зими. Більшість місцевості скеляста з дуже малою кількістю дерев і кількома різновидами диких кущів і дикорослих квітів. Кількість диких козлів значно перевищує кількість населення, навіть коли влітку туристи штурмують маленький острів. Протягом туристичного сезону острівець легкодосяжний завдяки щоденним екскурсіям з портів Піфагорея та Ormos Marathokampou. Єдиний пляж на острові, Псаліда (грец. Ψαλίδα), дуже маленький і може бути переповненим під час туристичного сезону завдяки своєму білому піску та бірюзового кольору води. Човни зазвичай підходять до острова в маленькій бухті Катсакас (грец. Κατσακάς), яка захищена від панівного північно-західного вітру.

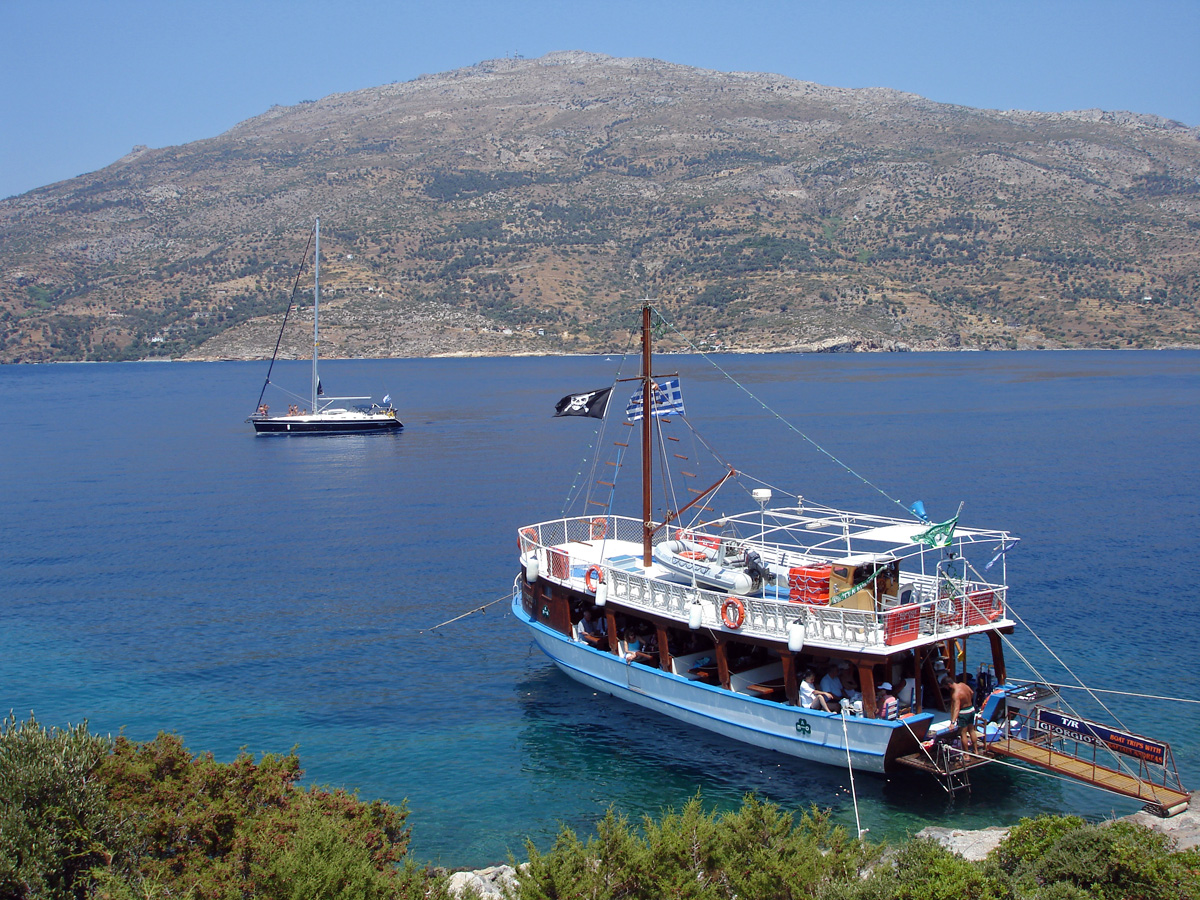
Відвідувачі прибувають в бухту Катсакас
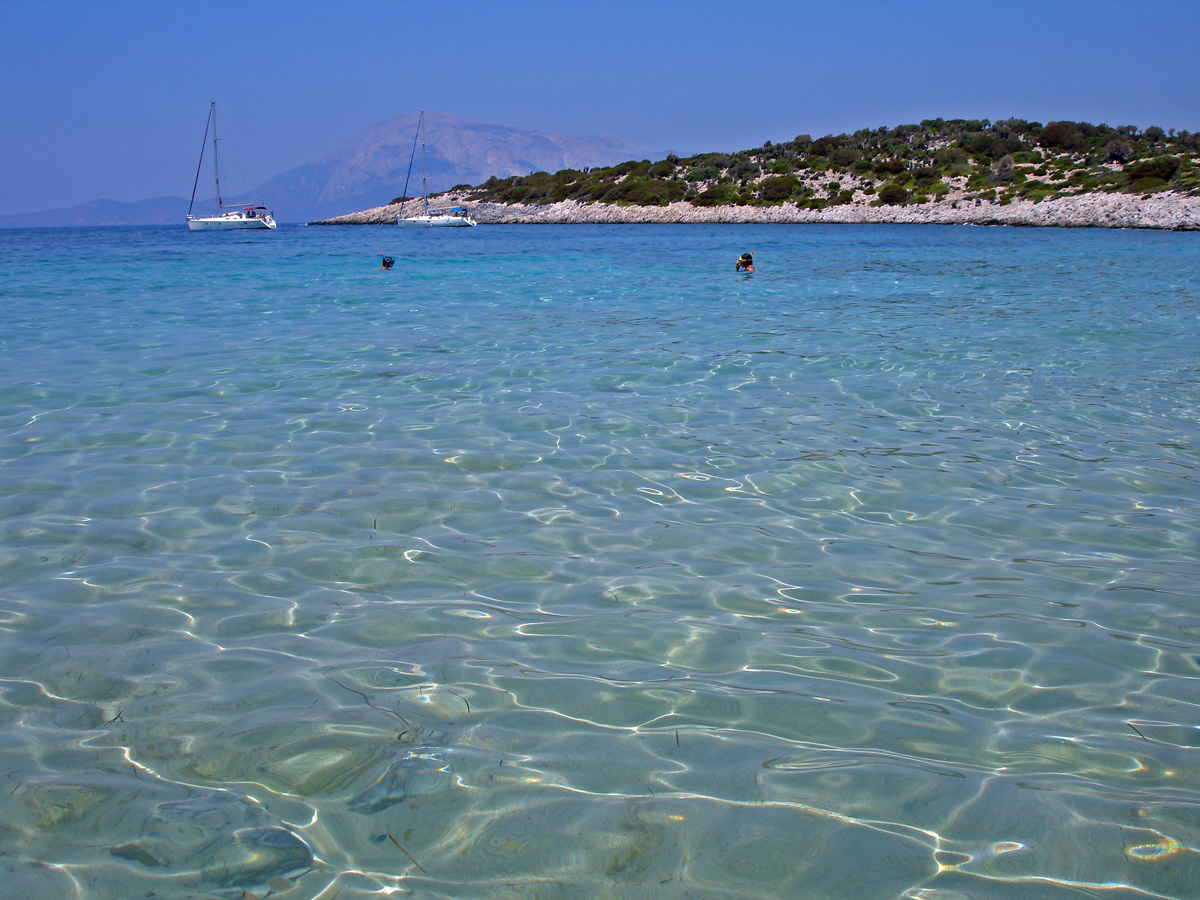
Пляж Псаліда на острівці Саміопула